# Episodi di Love Boat (quarta stagione)
La quarta stagione di Love Boat è stata trasmessa per la prima volta negli Stati Uniti a partire dal 25 ottobre 1980 e fino al 16 maggio 1981.
| nº | Titolo originale                                                                                    | Titolo italiano | Prima TV USA     | Prima TV Italia |
| -- | --------------------------------------------------------------------------------------------------- | --------------- | ---------------- | --------------- |
| 1  | Friends and Lovers / Sergeant Bull / Miss Mother                                                    |                 | 25 ottobre 1980  |                 |
| 2  | The Promoter / The Judges / The Family Plan / Forever Engaged / May the Best Man Win: Part 1        |                 | 1 novembre 1980  |                 |
| 3  | The Promoter / The Judges / The Family Plan / Forever Engaged / May the Best Man Win: Part 2        |                 | 1 novembre 1980  |                 |
| 4  | Target Gopher / The Major's Wife / Strange Honeymoon / The Oilman Cometh                            |                 | 8 novembre 1980  |                 |
| 5  | The Mallory Quest / Two Hours / The Offer / Julie, the Vamp: Part 1                                 |                 | 15 novembre 1980 |                 |
| 6  | The Mallory Quest / Two Hours / The Offer / Julie, the Vamp: Part 2                                 |                 | 15 novembre 1980 |                 |
| 7  | Secretary to the Stars / Julie's Decision / The Horse Lover / Gopher and Isaac Buy a Horse          |                 | 22 novembre 1980 |                 |
| 8  | Tell Her She's Great / Matchmaker, Matchmaker Times Two / The Baby Alarm                            |                 | 29 novembre 1980 |                 |
| 9  | She Stole His Heart / Return of the Captain's Brother / Swag and Mag                                |                 | 6 dicembre 1980  |                 |
| 10 | Captain's Triangle / Boomerang / Out of This World                                                  |                 | 13 dicembre 1980 |                 |
| 11 | The Captain's Bird / That's My Dad / Captive Audience                                               |                 | 20 dicembre 1980 |                 |
| 12 | The Frugal Pair / Doc's Dismissal / The Girl Next Door                                              |                 | 3 gennaio 1981   |                 |
| 13 | Isaac's Teacher / Seal of Approval / The Successor                                                  |                 | 10 gennaio 1981  |                 |
| 14 | The Trigamist / Jealousy / From Here to Maternity                                                   |                 | 17 gennaio 1981  |                 |
| 15 | April the Ninny / The Loan Arranger / First Voyage, Last Voyage                                     |                 | 17 gennaio 1981  |                 |
| 16 | Gopher's Bride / Workaholic / On Second Thought                                                     |                 | 24 gennaio 1981  |                 |
| 17 | Lose One, Win One / For the Record/Mind My Wife                                                     |                 | 31 gennaio 1981  |                 |
| 18 | Isaac and the Mermaids / Humpty, Dumpty / Aquaphobic                                                |                 | 7 febbraio 1981  |                 |
| 19 | Return of the Ninny / Touchdown Twins / Split Personality                                           |                 | 14 febbraio 1981 |                 |
| 20 | Lady from Sunshine Gardens / Eye of the Beholder / Bugged                                           |                 | 21 febbraio 1981 |                 |
| 21 | Black Sheep / Hometown Doc / Clothes Make the Girl                                                  |                 | 28 febbraio 1981 |                 |
| 22 | I Love You Too, Smith / Mamma and Me / Sally's Paradise                                             |                 | 7 marzo 1981     |                 |
| 23 | Two for Julie / Aunt Hilly / The Duel                                                               |                 | 14 marzo 1981    |                 |
| 24 | Vicki and the Gambler / Love with a Skinny Stranger / That Old Gang of Mine                         |                 | 11 aprile 1981   |                 |
| 25 | A Model Marriage / This Year's Model / Original Sin / Vogue Rogue / Too Clothes for Comfort: Part 1 |                 | 2 maggio 1981    |                 |
| 26 | A Model Marriage / This Year's Model / Original Sin / Vogue Rogue / Too Clothes for Comfort: Part 2 |                 | 2 maggio 1981    |                 |
| 27 | Maid for Each Other / Lost and Found / Then There Were Two                                          |                 | 9 maggio 1981    |                 |
| 28 | Tony and Julie / Separate Beds / America's Sweetheart                                               |                 | 16 maggio 1981   |                 |